# Juris Tone
Pour les articles homonymes, voir Tone.
Juris Tone (né le 26 mai 1961 à Riga) est un ancien athlète soviétique (letton) et spécialiste du bobsleigh qui obtint une médaille de bronze aux Jeux de Calgary en 1988.
Il détient également le record de Lettonie du relais 4 × 100 m, obtenu avec l'équipe de la République socialiste soviétique de Lettonie, en 39 s 32 à Moscou le 18 juin 1983, 1 h Spartakiades, (relais composé de : Genadijs Murašovs, Ronalds Razmuss, Juris Tone, Āris Āboliņš). Au saut en longueur, il a sauté 8,07 m, record national battu en 2016 par Elvijs Misāns.

## Palmarès

### Jeux Olympiques
- : médaillé de bronze en bob à quatre aux Jeux olympiques d'hiver de 1988 à Calgary  Canada.